# イ・ジュンムン
 イ・ジュンムン （이중문、1983年10月27日 - ）は大韓民国の俳優。東国大学校演劇映画科卒業で、女優イ・ヨウォンの従弟。GTBエンターテイメント所属。

## 出演作品

### ドラマ
- 彼女は最高（2003年-2004年、KBS） - イム・ホテ 役
- フルハウス（2004年、KBS） - スンフン 役
- 18・29〜妻が突然18才!?（2005年、KBS） - キム・ヌン 役
- 101回目のプロポーズ（2006年、SBS） - パク・ミンジェ 役
- 憎くても可愛くても（2007年-2008年、KBS） - チャン・ヒョヌ 役
- 善徳女王（2009年、MBC） - クドン 役
- みんなでチャチャチャ（2009年、KBS） - イ・ハン 役
- 大胆な彼女（2010年、SBS） - ハン・ジュミョン 役
- パンチ～余命6ヶ月の奇跡（2014年-2015年、SBS） - イ・サンヨン 役
- 清潭洞スキャンダル（2014年-2015年、SBS） - チャン・ソジュン 役
- 幸せのレシピ～愛言葉はメンドロントット（2015年、MBC） - ホンガプ 役
- 秘密と嘘（2018年、MBC） - ユン・ジェビン 役

### 映画
- 美しき野獣（2006年） - イ・ドンシク 役
- お姉さんが行く（2006年）  -チョ・ハヌィ 役
- 我知らず（2007年） - 若い男 役

### ケーブル番組
- キョンギムエワンカジ（2010年）